# Жолудь

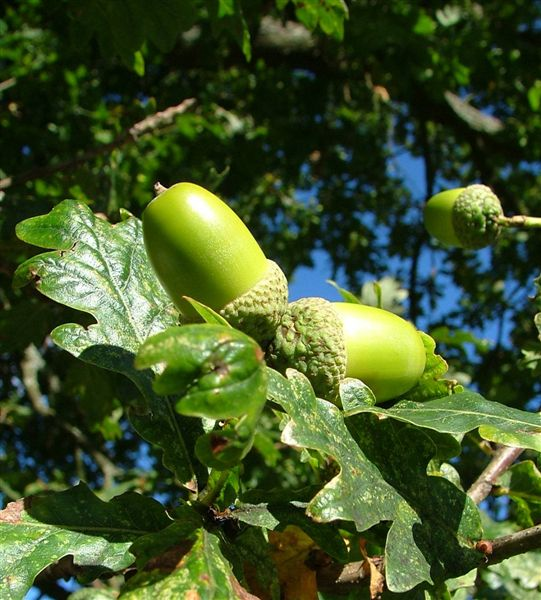
Молоді жолуді

Жо́лудь — плід дуба. Величина та форма жолудя — одні з ознак, що дозволяють розрізнити різні види цих дерев. Так, наприклад, у літнього дуба жолуді завдовжки 20-40 мм і завширшки 10-20 мм, вузько-довгасті, з блискучою брунатною оболонкою, на якій в свіжому її стані помітні поздовжні зеленуваті смуги і матова верхівка. У зимового ж дуба жолуді дрібніші, округліші, без поздовжніх смуг і мають на верхівці товстіше і коротше вістря.
В римлян жолудь мав назву: «Югланс» (Juglans), тобто «Юпітерів плід», оскільки римляни присвячували дуб Юпітеру.

## Відновленнялісів

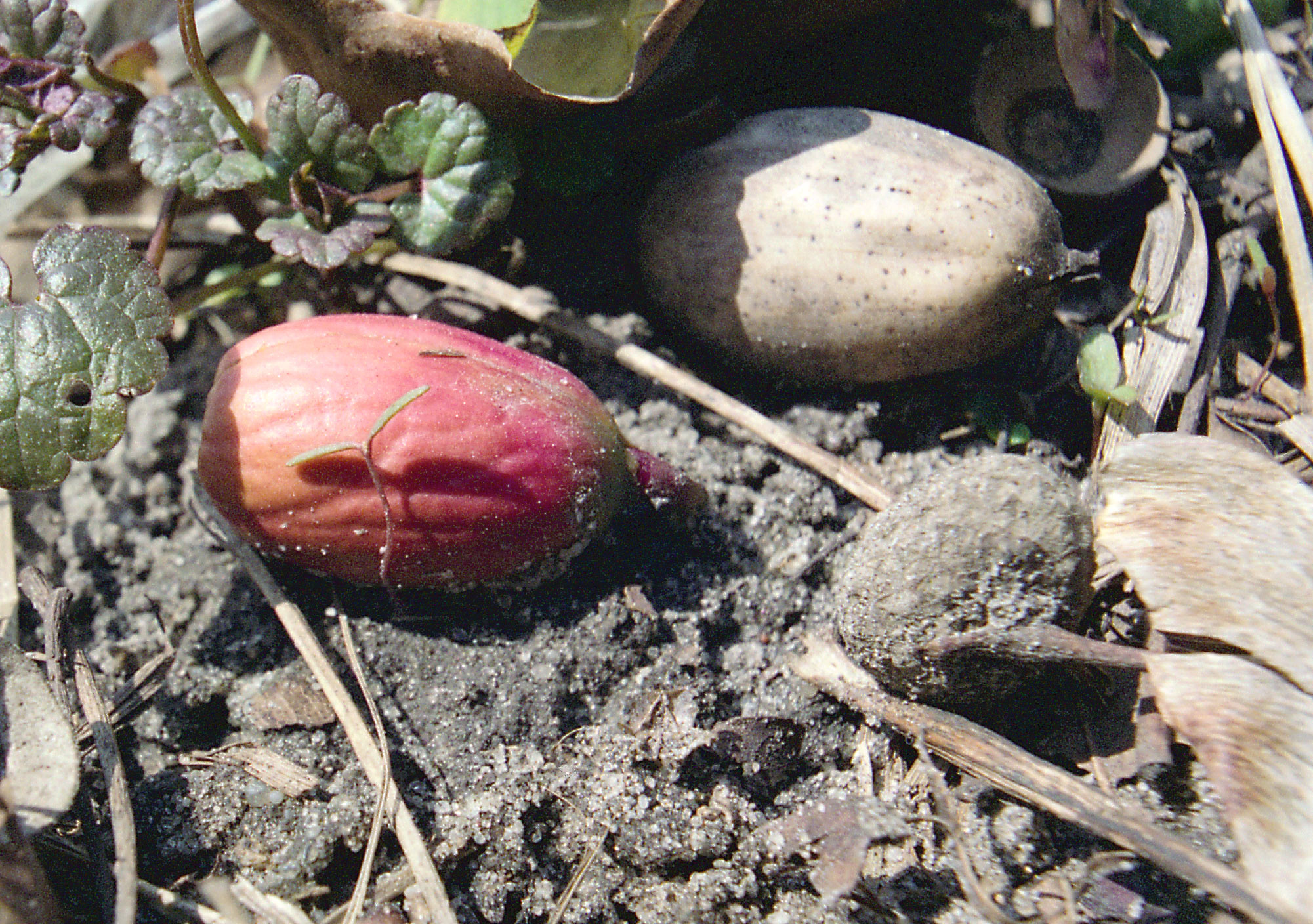
Проростання жолудя дуба черешчатого

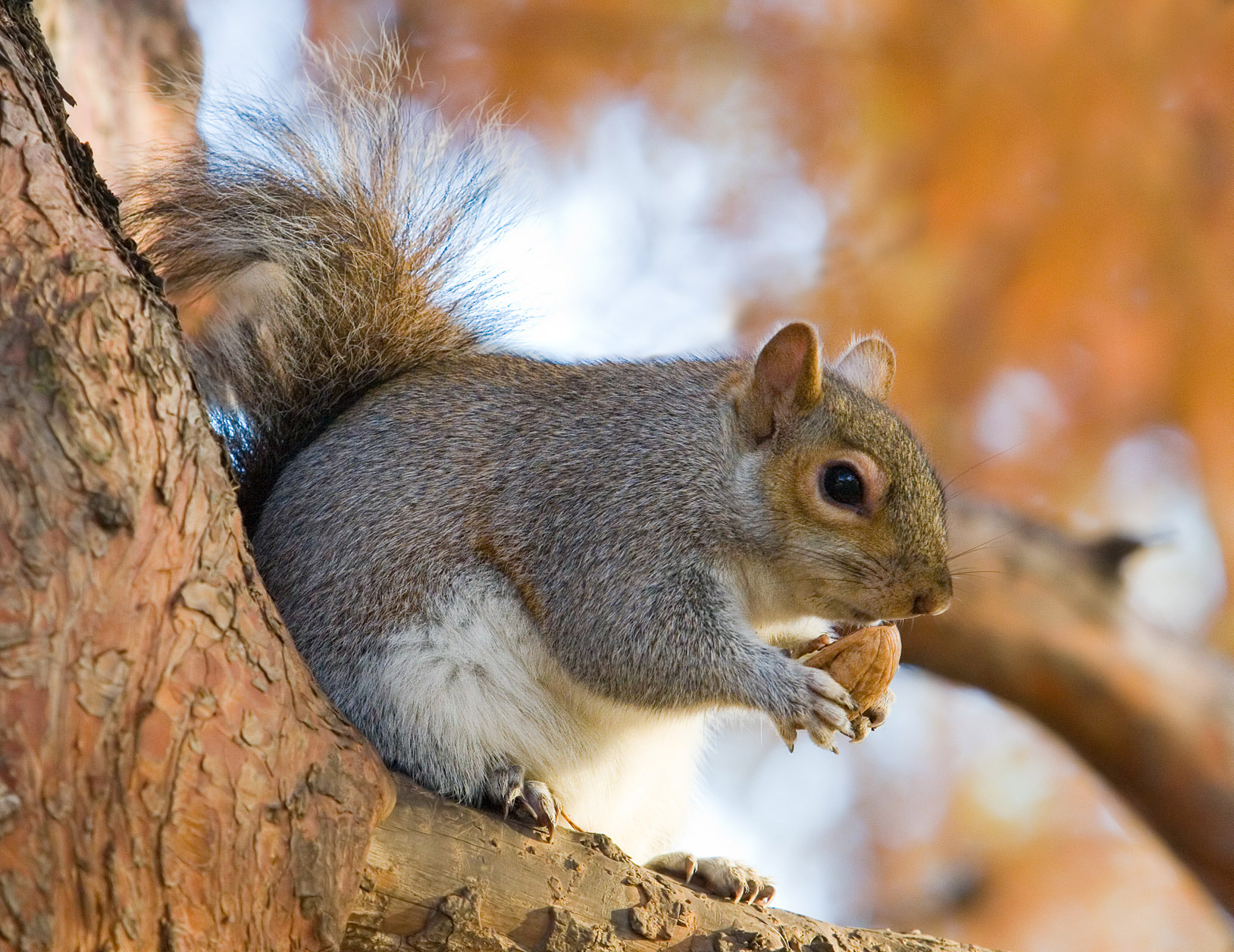
Білки харчуються жолудями

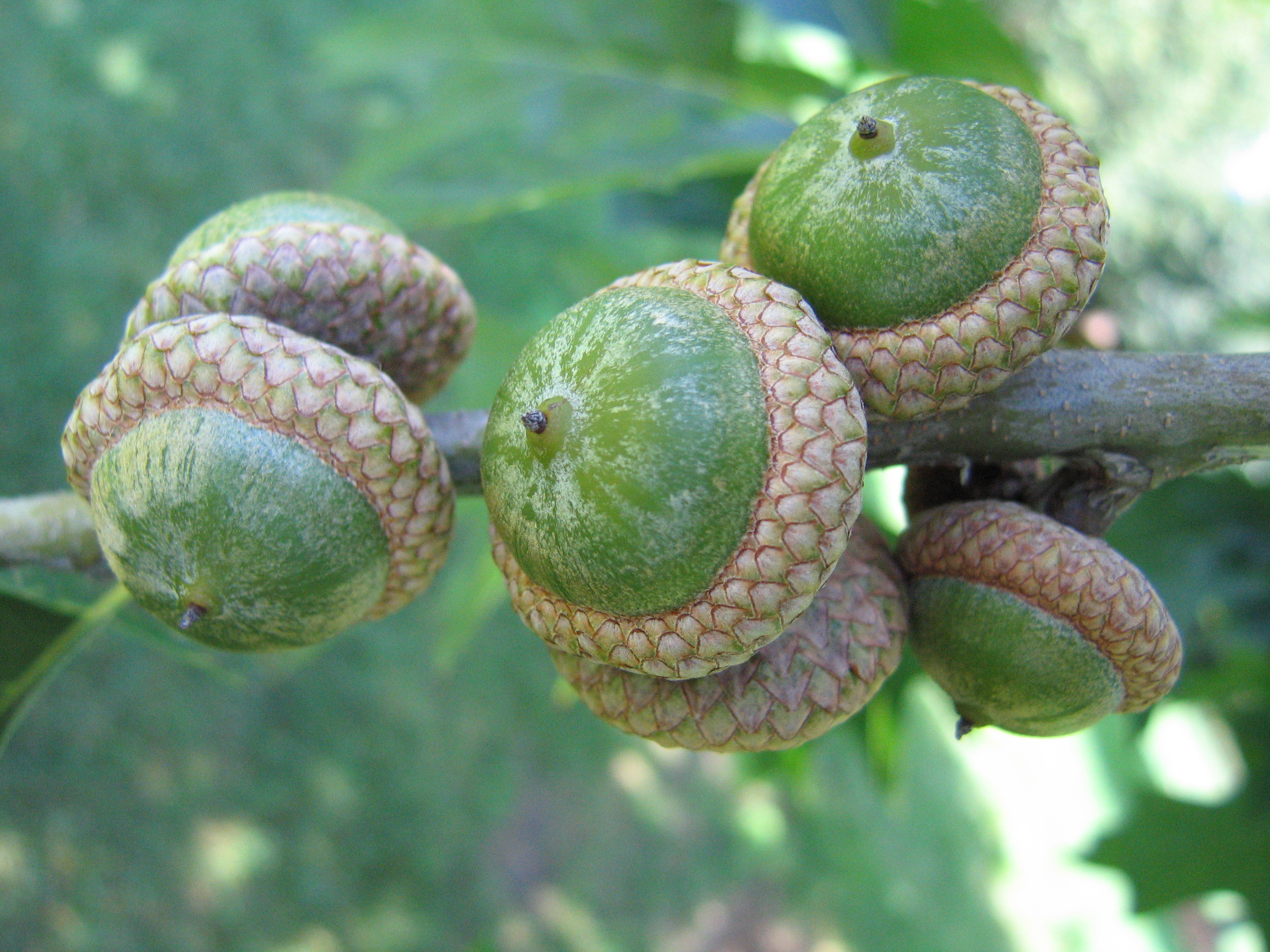
Кілька молодих жолудів на гілці

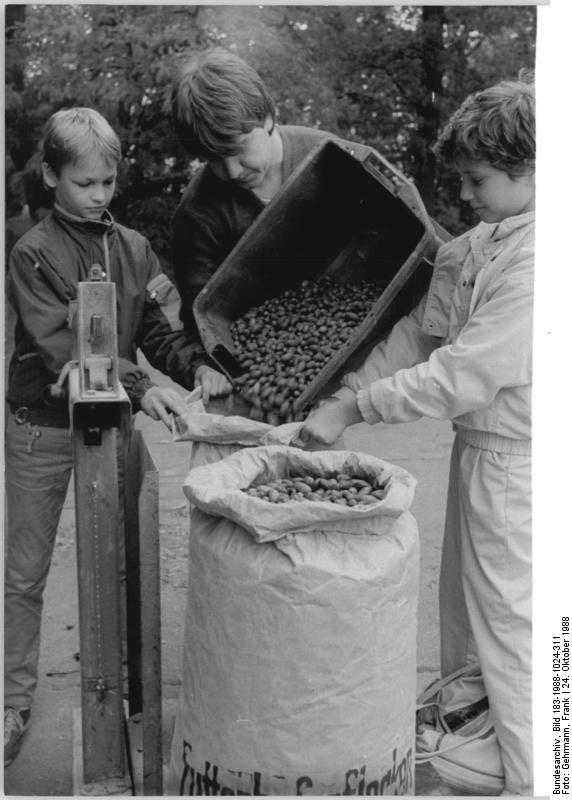
Заготівля жолудів

Посів жолудів є основним способом відновлення дубових лісів. Стиглі жолуді опадають з дерев у середньому впродовж місяця. Однак жолуді, що опадають першими (у середині-кінці серпня впродовж тижня), зазвичай уражені різними захворюваннями або ослаблені, у зв'язку з чим непридатні для збору.
Найкращими середніми термінами збору жолудів можна вважати кінець вересня — початок жовтня. Залежно від місцевих умов і особливостей погоди влітку і восени терміни можуть незначно зміщуватися в ту або іншу сторону.
Жолуді висівають у розсадниках тієї самої осені або зберігають до весни. Насінні роки (роки врожаю жолудів) бувають раз в 5-6 років.
Жолуді починають рости і формуватися тільки на початку серпня. Вони дозрівають з другої половини вересня до початку листопада. Мисочка («шапочка» на жолуді) втрачає здатність утримувати обважнілий плід на дереві, і він падає на землю. У його сім'ядолях міститься багато поживних речовин і він швидко проростає. З верхівки жолудя з'являється корінець, що потім обертається вниз, в глибину. Молода рослина не поспішає тягнутися вгору, розвиваючи надійну кореневу систему, яка все глибше занурюється в землю.

## Шкідники і хвороби жолудів
Збудниками хвороб є пеніциліум (Penicillium), альтернарія (Alternaria), мукор (Mucor), фузаріум (Fusarium), Trichothecium, ризопус (Rhizopus), аспергілюс (Aspergillus), ботритіс (Botrytis), Spicsria, Thamnidium, моніліа (Monilia), триходерма (Trichoderma), трихотецій (Trichotecium).
Шкідниками для жолудів є жолудевий довгоносик (жолудева плодожерка) Curculio glandium Marsch.

## Застосування

### Застосування утваринництві

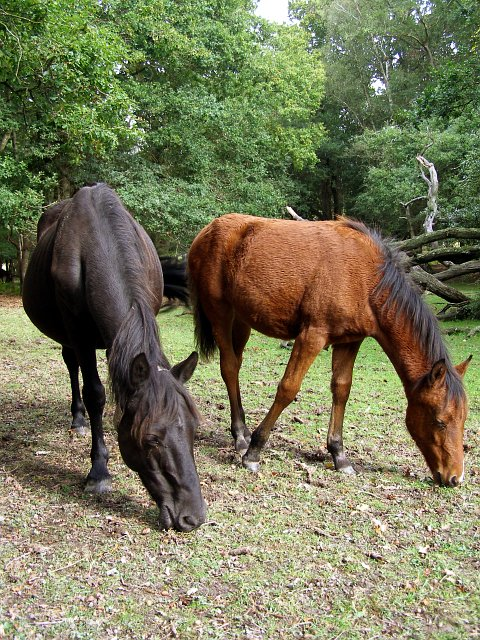
Поні їдять жолуді

Жолуді є добрим кормом для тварин, і вже у XII столітті дубові ліси в Німеччини давали прибуток від годівлі в них свиней, а 1590 року один з казенних лісів у Вестфалії, де на площі близько 7500 десятин (8194 га) прогодовувалися понад 9000 свиней, дав 8659 гульденів доходу, тоді як від продажу деревини виручили лише 84 гульдени. 1865—1870 років зиск від випасання свиней у лісі, порівняно з їх утриманням у хлівах, становив у Геттінгенському общинному лісі близько 65 рублів на десятину. Настільки ж значні доходи від годівлі свиней жолудями зустрічалися на початку XX століття в дубових лісах Угорщини і Словенії. Для нешкідливості такого користування жолудями впуск свиней в дубові насадження, що підлягають відновленню, треба припиняти перед початком повного опадання жолудів.
Зауваження — поїдання свинями лісових і польових мишей, що є корисно для лісу, пов'язане з можливістю зараження свиней трихінеллами. Зібрані і злегка просушені жолуді йдуть також в корм разом із сіном відгодовуваних баранів (409—613 г) в день на голову) і волам — останнім добре висушені, у вигляді борошна. При видачі жолудів, бідних азотистими речовинами, доповнюють корм свиням м'ясним борошном і роздробленим насінням бобових рослин; останні, а також макуха, придатні і вівцям. Згодовування жолудів слід впроваджувати поступово, для попередження у тварин хвороб органів травлення. З тверджень практиків-птахівників, борошно з жолудів, яке дають курам, збільшує у них несення яєць; для цього печуть з такого борошна невеликі хлібці (завбільшки в кисть руки) і потім, розмочивши у воді, дають кожен на 12 курей.

### Практичне використання
Науковці на основі археологічних знахідок в різних місцях світу стверджують, що жолуді були первісною їжею людини. Експедиції радянських археологів, здійснюючи в Кіровоградській області розкопки трипільських поселень 5-тисячолітньої давності, встановили, що першим і найдавнішим хлібом був хліб із жолудів. На руїнах печі в уламках глини знайшли відбитки жолудів.
 Жолуді відігравали важливу роль на початку людської історії і були джерелом їжі у багатьох культурах по всьому світу. В середні і наступні віки в часи голоду підмішували жолуді в хліб. Жителі Лузитанії (теперішня Португалія) і племена індіанців Каліфорнії до теперішніх часів запасають і їдять жолуді.
У стародавній Іберії вони, за словами Страбона, були основним харчем. У Німеччині жолуді були одним з декількох інгредієнтів кави ерзац під час Другої світової війни. У Кореї виготовляють їстівні желе з назвою «dotorimuk», які зроблені з жолудів, і корейську локшину «dotori guksu», яку виготовляють з борошна чи крохмалю, одержаних з жолудів.

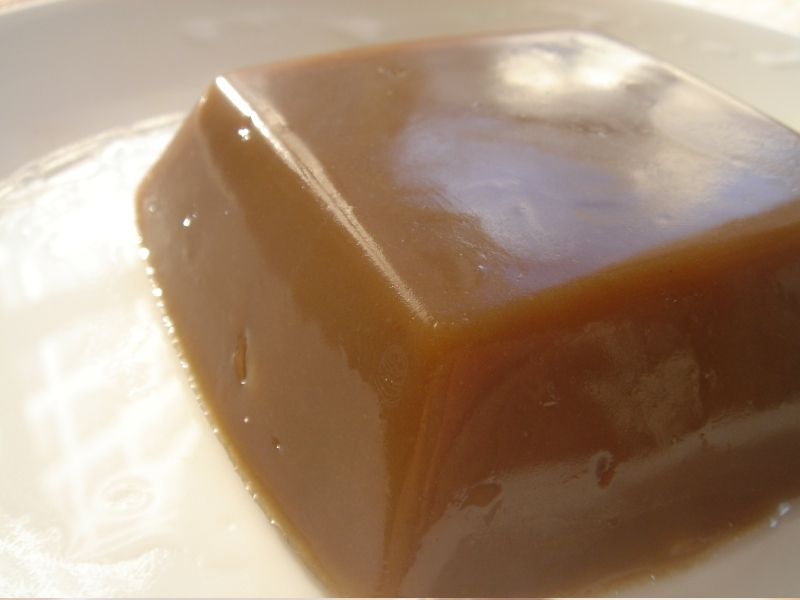
Желе «dotorimuk»

У деяких районах України із підсмажених жолудів досі виготовляють жолудево-злакову каву, що нею лікують рахіт, анемію і золотуху у дітей. Для цього їх не треба вимочувати. Їх очищають від шкірки, підсмажують і розмелюють. Така жолудева кава корисна також нервовохворим і при надмірних менструальних кровотечах. А з жолудів і коренів цикорію дикого (петрів батіг) виготовляють каву, яка є не тільки поживним, а й лікувальним засобом при шлунково-кишкових захворюваннях.
Жолуді дуже поживні, але дубильні речовини надають жолудям в'язкий, гіркуватий присмак. Якщо видалити ці речовини, то з жолудів можна отримати поживний продукт, з якого можна робити кашу, коржі, оладки і навіть горіхові торти. Дубильні речовини легко видаляються вимочуванням.
Збирати жолуді слід зрілими, коли вони в кінці вересня випадають із мисочок, а ще краще — після перших заморозків. Їх очищують від шкірки, розрізають на чотири частини і заливають водою. Вимочування триває дві доби, причому кожного дня воду міняють тричі. Після цього жолуді перекладають в каструлю, заливають водою (дві частини води на одну частину жолудів) і нагрівають до кипіння. Після попереднього просушування на повітрі жолуді сушать в печі чи на плиті доти, доки вони не почнуть хрустіти, як сухарики.

Висушені жолуді товчуть чи розмелюють на кавовому млині.

При грубому помелі виходить крупа, з якої можна варити кашу, із борошна — пекти коржі. Оскільки тісто із жолудів не має клейкості та в'язкості, при перевертанні коржі ламаються. Щоб запобігти цьому, пательню з покладеним на неї коржем накривають другою пательнею таких самих розмірів і, коли одна сторона підсмажиться, пательні перевертають.

При виготовлені «горіхового» торту із борошна жолуді повністю замінять горіхи.

Підсмажені шматочки жолудів злегка солодкуваті.
Жолуді використовуються і для одержання спирту.

## Харчова цінність
Аналіз показує, що в жолудях міститься:
|                       | Перетравних речовин, % | Перетравних речовин, %     | Перетравних речовин, % | Перетравних речовин, % | Перетравних речовин, % |
| Води                  | Білка та амідів        | Безазотистих екстрактивних | Деревини               | Олії                   |                        |
| --------------------- | ---------------------- | -------------------------- | ---------------------- | ---------------------- | ---------------------- |
| Свіжих                | 55,3                   | 2,0                        | 31,3                   | 2,7                    | 1,5                    |
| Просушених на повітрі | 37,7                   | 2,8                        | 41,9                   | 4,8                    | 2,2                    |
| Очищених та висушених | 17,0                   | 4,1                        | 60,7                   | 2,8                    | 3,2                    |

По поживності жолуді майже не поступаються ячменю:
| Засвоюваного організмом людини: | Ячмінь 1 кг | Сухі очищені жолуді 1 кг |
| ------------------------------- | ----------- | ------------------------ |
| білка                           | 65 г        | 45 г                     |
| жирів                           | 18 г        | 40 г                     |
| вуглеводів                      | 625 г       | 610 г                    |
| клітковини                      | 13 г        | 50 г                     |

## Галерея

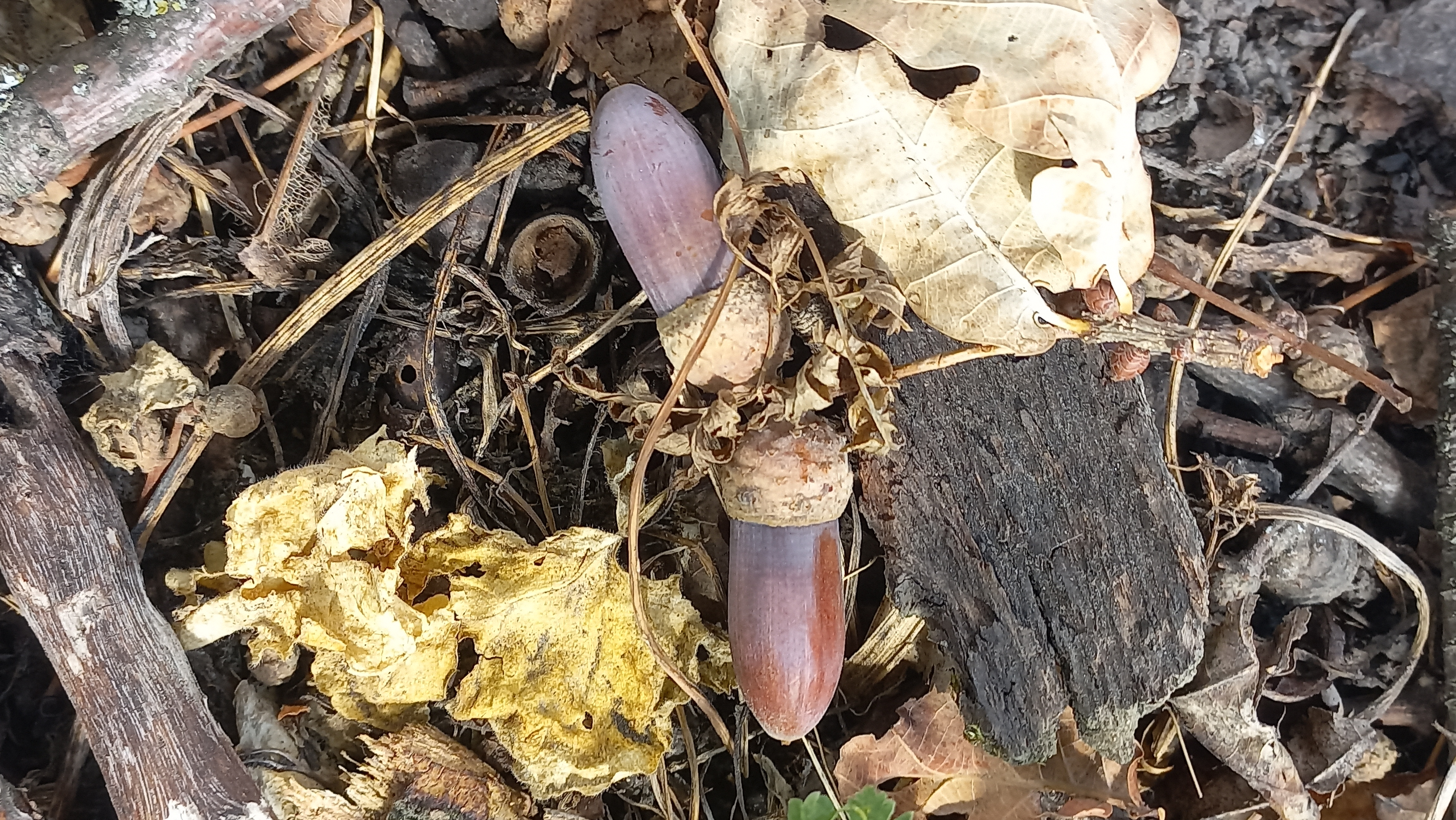
Жолуді вікового Богданівського Дуба (Quercus robur) с. Богданівка